# Tachuit
Tachuit war eine altägyptische Königin der 26. Dynastie. Sie war die Gemahlin des Pharaos Psammetich II. (Regierungszeit: 595–9. Februar 589 v. Chr.) und Mutter des Pharaos Apries sowie der Gottesgemahlin des Amun Anchnesneferibre, auf deren Sarkophag sie auch ausdrücklich als deren Mutter bezeichnet wird.
Tachuit ist vor allem von ihrem Grab bekannt, das sich 1950 in Athribis im ägyptischen Nildelta fand. Das Grab war unberaubt und enthielt noch den Herzskarabäus der Königin sowie einen großen, beschrifteten Sarkophag. Der Fundort des Grabes wie auch der Name der Königin deuten an, dass sie aus Athribis stammt. Tachuit bedeutet Die eine der (Göttin) Chuit. Chuit war in der 26. Dynastie die Hauptgottheit in Athribis.